# بی بامب
این یک نام کره‌ای است؛ نام خانوادگی لی است.
لی مین هیوک (کره‌ای: 이민혁؛ زادهٔ ۱۴ دسامبر ۱۹۹۰) که بیشتر با نام هنری بی بامب (کره‌ای: 비범؛ انگلیسی: B-Bomb) شناخته می‌شود، خواننده و دنسر اهل کره جنوبی و عضو گروه پسرانهٔ بلاک بی و زیر گروه باستارز است.

## زندگی‌نامه
بی بامب زادهٔ ۱۴ دسامبر ۱۹۹۰ در سئول، کره جنوبی با نام تولد لی مین هیوک است.